# Partidul Mișcarea Naționalistă
Partidul Mișcarea Naționalistă (alternativ tradus ca Partidul Acțiunea Naționalistă; în turcă Milliyetçi Hareket Partisi, MHP) este un partid politic de extremă dreapta și ultranaționalist. Grupul a fost de asemena descris ca fiind neofascist, a fost legat de paramilitari violenți și grupuri de crimă organizată. Liderul partidului este Devlet Bahçeli.
Partidul a fost fondat în 1969 de cătr un fost colonel din Armata turcă, Alparslan Türkeș, care a devenit liderul Partidului Republican al Națiunii Sătene (CKMP) în 1965. Partidul a urmărit în mare o agendă politică Panturcistă și naționalistă de-a lungul ultimei jumătăți a secolului al XX-lea. Devlet Bahçeli a preluat partidul după moartea lui Türkeș în 1997. Aripa de tineret a partidului este organizația Lupii Cenușii (Bozkurtlar), care este cunoscută și sub numele de "Inimile Naționaliste" (Ülkü Ocakları) ce a contribuit la violența politică din Turcia din anii 1970.
Alparslan Türkeș a fondat partidul după criticile aduse Partidului Republican al Poporului (CHP) pentru că s-a îndepărtat prea mult de principiile naționaliste ale fondatorului lor Mustafa Kemal Atatürk, susținând că nu ar fi fondat MHP dacă CHP nu ar fi deviat de la ideologia lui Atatürk. MHP a câștigat suficiente locuri în 1973 și 1977 cât să facă parte din guvernele „Frontului Naționalist" în anii 70. Partidul a fost scos în afara legii ca urmare a loviturii de stat din 1980, dar a fost reînființat sub numele inițial în 1993. După moartea lui Türkeș și alegerea lui Devlet Bahçeli ca succesor, partidul a câștigat 18% din voturi și 129 de locuri la alegerile generale din 1999, cel mai bun rezultat al său din istorie. Bahçeli a devenit ulterior viceprim-ministru după intrarea în coaliție cu Partidul Democrat al Stângii (DSP) și Partidul Patriei (ANAP), deși apelurile sale pentru alegeri anticipate au dus la prăbușirea guvernului în 2002. La alegerile generale din 2002, MHP a scăzut sub 10% pragul electoral și și-a pierdut toată reprezentarea parlamentară după ce nou-formatul Partid al Justiției și Dezvoltării (AKP) a câștigat majoritatea.
După alegerile generale din 2007, în care MHP și-a recâștigat reprezentarea parlamentară cu 14,27% din voturi, partidul s-a opus ferm negocierilor de pace dintre guvern și Partidul Muncitorilor din Kurdistan și obișnuia să critice cu înverșunare guvernarea AKP și corupția guvernamentală și autoritarismului acesteia. Cu toate acestea, MHP a fost adesea menționat de critici drept „linia de salvare a AKP”, care a ajutat pe ascuns AKP în situații precum cele de la alegerile prezidențiale din 2007, abrogând interdicția baticului pe cap și la Alegerile pentru purtătorul de cuvânt al parlamentului din iunie-iulie 2015. Din 2015, Bahçeli l-a sprijinit în mod deschis pe Erdoğan și AKP. Acest lucru a provocat o schismă în cadrul partidului, ducând ca Meral Akșener să părăsească MHP pentru a fonda partidul centrist și pro-european İYİ. MHP a susținut votul „Da” la referendumul din 2017 și a format pactul electoral Alianța Populară cu AKP pentru alegerile generale din Turcia din 2018. MHP sprijină în prezent un guvern minoritar condus de AKP.

## Lideri
| # | Lider (naștere–moarte)       | Portret | Circumscripție                                       | A preluat funcția | A părăsit funcția |
| - | ---------------------------- | ------- | ---------------------------------------------------- | ----------------- | ----------------- |
| 1 | Alparslan Türkeș (1917–1997) |         | Ankara (1965) Adana (1969, 1973, 1977) Yozgat (1991) | 8 febuarie 1969   | 4 aprilie 1997    |
| – | Muhittin Çolak (acting)      |         |                                                      | 5 aprilie 1997    | 6 iulie 1997      |
| 2 | Devlet Bahçeli (1948–)       |         | Osmaniye (1999, 2007, 2011, Iunie/noiembrie 2015)    | 6 iulie 1997      | 15 octombrie 2022 |

## Rezultate electorale

### Alegeri generale

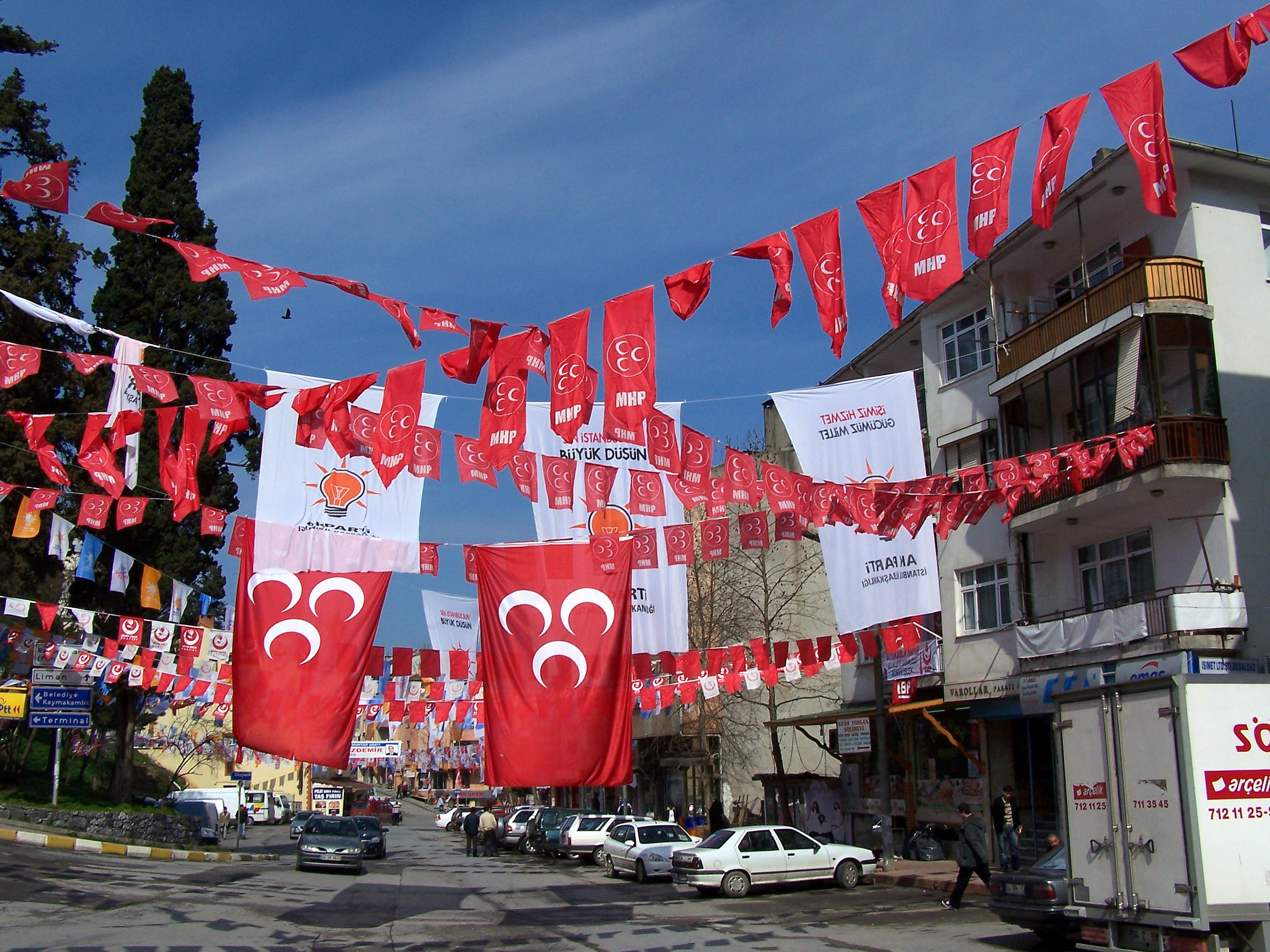
Steaguri ale partidelor politice înainte de alegerile municipale din Turcia de la Șile, Istanbul, martie 2009

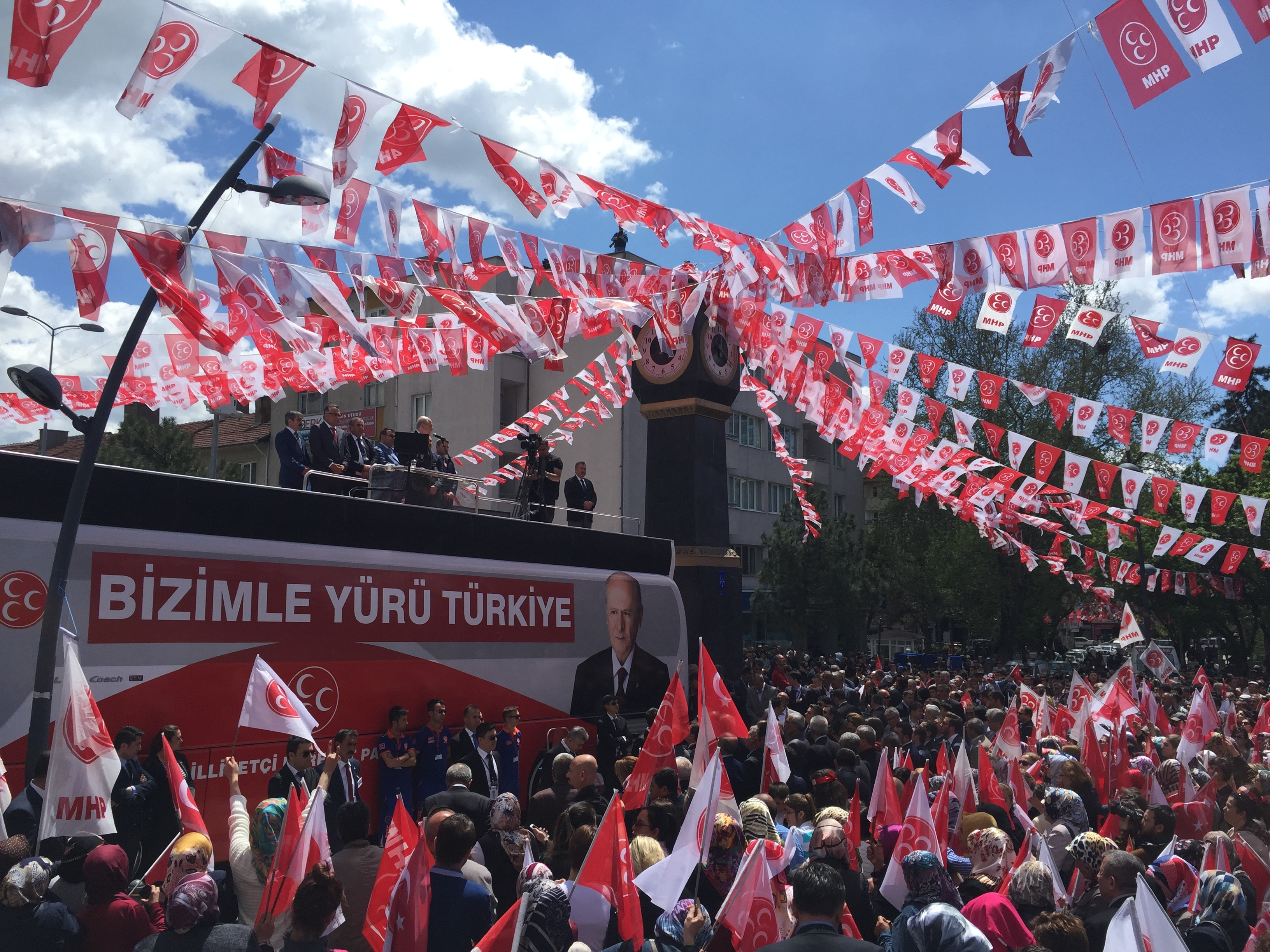
MHP organizează mitingul său electoral la Ankara, mai 2015

| Data alegerilor | Liderul partidului | Numărul de voturi primite | Procentul de voturi | Numărul de deputați |
| --------------- | --- | --- | --- | --- |
| 1969            | Alparslan Türkeș | 274,225 | 3.02% | 3 / 450 |
| 1973            | Alparslan Türkeș | 362,208 | 3.38% | 3 / 450 |
| 1977            | Alparslan Türkeș | 951,544 | 6.42% | 16 / 450 |
| 1983            | Partidul a fost închis în urma loviturii de stat din 1980 și a fost succedat de Partidul Naționalist al Muncii (1985-1993). MHP a fost reînființat în 1993. | Partidul a fost închis în urma loviturii de stat din 1980 și a fost succedat de Partidul Naționalist al Muncii (1985-1993). MHP a fost reînființat în 1993. | Partidul a fost închis în urma loviturii de stat din 1980 și a fost succedat de Partidul Naționalist al Muncii (1985-1993). MHP a fost reînființat în 1993. | Partidul a fost închis în urma loviturii de stat din 1980 și a fost succedat de Partidul Naționalist al Muncii (1985-1993). MHP a fost reînființat în 1993. |
| 1987            | Partidul a fost închis în urma loviturii de stat din 1980 și a fost succedat de Partidul Naționalist al Muncii (1985-1993). MHP a fost reînființat în 1993. | Partidul a fost închis în urma loviturii de stat din 1980 și a fost succedat de Partidul Naționalist al Muncii (1985-1993). MHP a fost reînființat în 1993. | Partidul a fost închis în urma loviturii de stat din 1980 și a fost succedat de Partidul Naționalist al Muncii (1985-1993). MHP a fost reînființat în 1993. | Partidul a fost închis în urma loviturii de stat din 1980 și a fost succedat de Partidul Naționalist al Muncii (1985-1993). MHP a fost reînființat în 1993. |
| 1991            | Partidul a fost închis în urma loviturii de stat din 1980 și a fost succedat de Partidul Naționalist al Muncii (1985-1993). MHP a fost reînființat în 1993. | Partidul a fost închis în urma loviturii de stat din 1980 și a fost succedat de Partidul Naționalist al Muncii (1985-1993). MHP a fost reînființat în 1993. | Partidul a fost închis în urma loviturii de stat din 1980 și a fost succedat de Partidul Naționalist al Muncii (1985-1993). MHP a fost reînființat în 1993. | Partidul a fost închis în urma loviturii de stat din 1980 și a fost succedat de Partidul Naționalist al Muncii (1985-1993). MHP a fost reînființat în 1993. |
| 1995            | Alparslan Türkeș | 2,301,343 | 8.18% | 0 / 550 |
| 1999            | Devlet Bahçeli | 5,606,634 | 17.98% | 129 / 550 |
| 2002            | Devlet Bahçeli | 2,629,808 | 8.35% | 0 / 550 |
| 2007            | Devlet Bahçeli | 5,001,869 | 14.27% | 71 / 550 |
| 2011            | Devlet Bahçeli | 5,585,513 | 13.01% | 53 / 550 |
| Iunie 2015      | Devlet Bahçeli | 7,516,480 | 16.29% | 80 / 550 |
| Noiembrie 2015  | Devlet Bahçeli | 5,599,600 | 11.90% | 40 / 550 |
| 2018            | Devlet Bahçeli | 5,565,331 | 11.10% | 49 / 600 |

### Alegeri pentru Senat
| Election date | Party leader     | Number of votes received | Percentage of votes | Number of senators |
| ------------- | ---------------- | ------------------------ | ------------------- | ------------------ |
| 1973          | Alparslan Türkeș | 114,662                  | 2.7%                | 0 / 52             |
| 1975          | Alparslan Türkeș | 170,357                  | 3.2%                | 0 / 54             |
| 1977          | Alparslan Türkeș | 326,967                  | 6.8%                | 0 / 50             |
| 1979          | Alparslan Türkeș | 312,241                  | 6.1%                | 1 / 50             |

### Alegeri locale
| Data alegerilor | Liderul partidelor | Voturi la consiliul provincial | Procent din voturi | Numărul municipalităților |
| --------------- | --- | --- | --- | --- |
| 1973            | Alparslan Türkeș | 133,089 | 1.33% | 5 / 1.640 |
| 1977            | Alparslan Türkeș | 819,136 | 6.62% | 55 / 1.730 |
| 1984            | Partidul a fost închis în urma loviturii de stat din 1980 și a fost succedat de Partidul Naționalist al Muncii (1985-1993). MHP a fost reînființat în 1993. | Partidul a fost închis în urma loviturii de stat din 1980 și a fost succedat de Partidul Naționalist al Muncii (1985-1993). MHP a fost reînființat în 1993. | Partidul a fost închis în urma loviturii de stat din 1980 și a fost succedat de Partidul Naționalist al Muncii (1985-1993). MHP a fost reînființat în 1993. | Partidul a fost închis în urma loviturii de stat din 1980 și a fost succedat de Partidul Naționalist al Muncii (1985-1993). MHP a fost reînființat în 1993. |
| 1989            | Partidul a fost închis în urma loviturii de stat din 1980 și a fost succedat de Partidul Naționalist al Muncii (1985-1993). MHP a fost reînființat în 1993. | Partidul a fost închis în urma loviturii de stat din 1980 și a fost succedat de Partidul Naționalist al Muncii (1985-1993). MHP a fost reînființat în 1993. | Partidul a fost închis în urma loviturii de stat din 1980 și a fost succedat de Partidul Naționalist al Muncii (1985-1993). MHP a fost reînființat în 1993. | Partidul a fost închis în urma loviturii de stat din 1980 și a fost succedat de Partidul Naționalist al Muncii (1985-1993). MHP a fost reînființat în 1993. |
| 1994            | Alparslan Türkeș | 2,239,117 | 7.95% | 118 / 2.710 |
| 1999            | Devlet Bahçeli | 5,401,597 | 17.17% | 499 / 3.215 |
| 2004            | Devlet Bahçeli | 3,372,249 | 10.45% | 247 / 3.193 |
| 2009            | Devlet Bahçeli | 6,386,279 | 15.97% | 483 / 2.903 |
| 2014            | Devlet Bahçeli | 7,399,119 | 17.82% | 166 / 1.351 |
| 2019            | Devlet Bahçeli | 3,209,416 | 7.46% | 233 / 1.355 |